# Мулдакаево (Учалинский район)
Мулдака́ево (баш. Мулдаҡай) — деревня в Учалинском районе Башкортостана России, относится к Ильчигуловскому сельсовету.
Деревня по факту является единым населённым пунктом с деревней Ильчигулово.

## Население
| 2002 | 2009 | 2010 |
| ---- | ---- | ---- |
| 243  | ↗272 | ↘253 |

Национальный состав
Согласно переписи 2002 года, преобладающая национальность — башкиры (100 %).

## Географическое положение
Расстояние до:
- районного центра (Учалы): 74 км,
- центра сельсовета (Ильчигулово): 1 км,
- ближайшей ж/елезнодорожной станции (Алтын-Таш): 15 км.